# Бердмен
«Бе́рдмен» (англ. Birdman, дослівно укр. Людина-птах, інша назва англ. Birdman or (The Unexpected Virtue of Ignorance), дослівно укр. Людина-птах або (непередбачувана перевага невігластва)) — оскароносна американська драматична чорна комедія режисера, продюсера і сценариста Алехандро Гонсалеса Іньярріту, що вийшла 2014 року. У головній ролі — Майкл Кітон.
Вперше фільм продемонстрували 27 серпня 2014 року в Італії на 71-му Венеційському кінофестивалі. В Україні у кінопрокаті фільм не демонструвався. Українською мовою фільм було перекладено й озвучено студією «Цікава ідея» на замовлення Hurtom.com у рамках проєкту озвучення серії номінантів на премію «Оскар» та «Золотий глобус».

## Сюжет
Голлівудський кіноактор Ріґґан Томсон став відомим завдяки виконанню ролі супергероя Бердмена. Проте це було давно і тепер він мусить переступити через себе і зіграти на Бродвеї, щоб повернути собі свою славу, родину та себе самого.

## Творці фільму

### Знімальна група
Кінорежисер — Алехандро Гонсалес Іньярріту, сценаристами були Алехандро Гонсалес Іньярріту, Ніколас Джакобоне, Александер Дінеларіс і Армандо Бо, кінопродюсерами — Алехандро Гонсалес Іньярріту, Джон Лешер, Арнон Мілчен і Джеймс В. Скотчдополе, виконавчі продюсери — Моллі Коннерс, Сара Джонсон і Крістофер Вудро. Композитор: Антоніо Санчес, кінооператор — Еммануель Любецкі, кіномонтаж: Дуглас Кріс і Стівен Мірріон. Підбір акторів — Франсін Майслер, художник по костюмах — Альберт Вольські.

### У ролях
| Актор            | Персонаж                                | Роль                            |
| ---------------- | --------------------------------------- | ------------------------------- |
| Майкл Кітон      | Ріґґан Томсон англ. Riggan Thomson      | голлівудський кіноактор         |
| Едвард Нортон    | Майк Шінер англ. Mike Shiner            | відомий бродвейський актор      |
| Емма Стоун       | Сем Томсон англ. Sam Thomson            | донька Ріґґана і його помічниця |
| Зак Галіфіанакіс | Джейк англ. Jake                        | друг і адвокат Ріґґана          |
| Андреа Райзборо  | Лара англ. Laura                        | дівчина Ріґґана, акторка        |
| Емі Раян         | Сільвія англ. Sylvia                    | колишня дружина Ріґґана         |
| Наомі Воттс      | Леслі англ. Lesley                      | дівчина Майка, акторка          |
| Ліндсі Дункан    | Табіта Дікінсон англ. Tabitha Dickinson | театральний критик              |
| Джеремі Шамос    | Ральф англ. Ralph                       | кіноактор                       |
| Даміан Янг       | Габріель англ. Gabriel                  |                                 |

## Сприйняття

### Критика
Фільм отримав позитивні відгуки: Rotten Tomatoes дав оцінку 93 % на основі 254 відгуків від критиків (середня оцінка 8,5/10) і 83 % від глядачів зі середньою оцінкою 4,1/5 (69,933 голоси). Загалом на сайті фільми має позитивний рейтинг, фільму зарахований «стиглий помідор» від кінокритиків і «попкорн» від глядачів, Internet Movie Database — 8,1/10 (157 324 голоси), Metacritic — 88/100 (49 відгуків критиків) і 8,0/10 від глядачів (703 голоси). Загалом на цьому ресурсі від критиків і від глядачів фільм отримав позитивні відгуки.
Олег Куліков на ресурсі «PlayUA» поставив фільму 96/100, сказавши, що «Birdman — це потужний, гострий і щирий фільм. Так, це начебто звична історія про подолання себе, про мистецтво і егоїзм. Однак тут вистачає і любові та примирення — зі собою та зі своїми ближніми. І це найцінніше.».

### Касові збори
Під час показу у США протягом першого (вузького, з 17 жовтня 2014 року) тижня фільм показали у 4 кінотеатрах і він зібрав 424,397 $, що на той час дозволило йому зайняти 20 місце серед усіх прем'єр. Наступного (широкого, з 14 листопада 2014 року) тижня фільм показали у 857 кінотеатрах і він зібрав 2,471,471 $ (10 місце). Станом на 22 лютого 2015 року показ фільму триває 129 днів (18,4 тижня) і за час показу фільм зібрав у прокаті у США 37,733,000  доларів США (за іншими даними 37,733,306 $), а у решті світу 38,800,000 $ (за іншими даними 35,700,000 $), тобто загалом 76,533,000 $ (за іншими даними 73,433,306 $) при бюджеті 18 млн $.

### Нагороди й номінації
| Рік  | Нагорода                                        | Категорія                                                                     | Номінант                                                                                   | Результат   |
| ---- | ----------------------------------------------- | ----------------------------------------------------------------------------- | ------------------------------------------------------------------------------------------ | ----------- |
| 2014 | Готем                                           | Найкращий фільм                                                               | Бердмен                                                                                    | Перемога    |
| 2014 | Готем                                           | Найкраща чоловіча роль                                                        | Майкл Кітон                                                                                | Перемога    |
| 2014 | Венеційський кінофестиваль                      | Золотий лев                                                                   | Бердмен                                                                                    | Номінація   |
| 2014 | Національна рада кінокритиків США               | Найкращий актор                                                               | Майкл Кітон                                                                                | Перемога    |
| 2014 | Національна рада кінокритиків США               | Найкращий актор другого плану                                                 | Едвард Нортон                                                                              | Перемога    |
| 2014 | Національна рада кінокритиків США               | Найкращі десять фільмів                                                       | Бердмен                                                                                    | Перемога    |
| 2014 | Спілка кінокритиків Бостона                     | Найкращий фільм                                                               | Бердмен                                                                                    | Друге місце |
| 2014 | Спілка кінокритиків Бостона                     | Найкращий актор                                                               | Майкл Кітон                                                                                | Перемога    |
| 2014 | Спілка кінокритиків Бостона                     | Найкращий актор другого плану                                                 | Едвард Нортон                                                                              | Друге місце |
| 2014 | Спілка кінокритиків Бостона                     | Найкраща акторка другого плану                                                | Емма Стоун                                                                                 | Перемога    |
| 2014 | Спілка кінокритиків Бостона                     | Найкраща ансамбль                                                             | Бердмен                                                                                    | Друге місце |
| 2014 | Спілка кінокритиків Бостона                     | Найкращий сценарій                                                            | Алехандро Гонсалес Іньярріту, Ніколас Джакобоне, Александер Дінеларіс, Армандо Бо          | Перемога    |
| 2014 | Спілка кінокритиків Бостона                     | Найкращий оператор                                                            | Еммануель Любецкі                                                                          | Перемога    |
| 2015 | Золотий глобус                                  | Найкращий фільм — комедія або мюзикл                                          | Бердмен                                                                                    | Номінація   |
| 2015 | Золотий глобус                                  | Найкраща чоловіча роль — комедія або мюзикл                                   | Майкл Кітон                                                                                | Перемога    |
| 2015 | Золотий глобус                                  | Найкраща чоловіча роль другого плану                                          | Едвард Нортон                                                                              | Номінація   |
| 2015 | Золотий глобус                                  | Найкраща жіноча роль другого плану                                            | Емма Стоун                                                                                 | Номінація   |
| 2015 | Золотий глобус                                  | Найкраща режисерська робота                                                   | Алехандро Гонсалес Іньярріту                                                               | Номінація   |
| 2015 | Золотий глобус                                  | Найкращий сценарій                                                            | Алехандро Гонсалес Іньярріту, Ніколас Джакобоне, Александер Дінеларіс, Армандо Бо          | Перемога    |
| 2015 | Золотий глобус                                  | Найкраща музику до фільму                                                     | Антоніо Санчес                                                                             | Номінація   |
| 2015 | Вибір критиків                                  | Найкращий фільм                                                               | Бердмен                                                                                    | Номінація   |
| 2015 | Вибір критиків                                  | Найкращий режисер                                                             | Алехандро Гонсалес Іньярріту                                                               | Номінація   |
| 2015 | Вибір критиків                                  | Найкраща чоловіча роль                                                        | Майкл Кітон                                                                                | Перемога    |
| 2015 | Вибір критиків                                  | Найкраща чоловіча роль другого плану                                          | Едвард Нортон                                                                              | Номінація   |
| 2015 | Вибір критиків                                  | Найкраща жіноча роль другого плану                                            | Емма Стоун                                                                                 | Номінація   |
| 2015 | Вибір критиків                                  | Найкращий акторський склад                                                    | Бердмен                                                                                    | Перемога    |
| 2015 | Вибір критиків                                  | Найкращий оригінальний сценарій                                               | Алехандро Гонсалес Іньярріту, Ніколас Джіакобоне, Армандо Бо, Александер Дінеларіс         | Перемога    |
| 2015 | Вибір критиків                                  | Найкраща комедія                                                              | Бердмен                                                                                    | Номінація   |
| 2015 | Вибір критиків                                  | Найкраща чоловіча роль у комедії                                              | Майкл Кітон                                                                                | Перемога    |
| 2015 | Вибір критиків                                  | Найкраща робота художника-постановника                                        | Джордж ДеТітта молодший, Кевін Томпсон та Стівен Картер                                    | Номінація   |
| 2015 | Вибір критиків                                  | Найкраща операторська робота                                                  | Еммануель Любецкі                                                                          | Перемога    |
| 2015 | Вибір критиків                                  | Найкращий монтаж                                                              | Дуглас Крайс, Стівен Мірріоне                                                              | Перемога    |
| 2015 | Вибір критиків                                  | Найкращий композитор                                                          | Антоніо Санчес                                                                             | Перемога    |
| 2015 | Премія Лондонського гуртка кінокритиків         | Фільм року                                                                    | Бердмен                                                                                    | Номінація   |
| 2015 | Премія Лондонського гуртка кінокритиків         | Режисер року                                                                  | Алехандро Гонсалес Іньярріту                                                               | Номінація   |
| 2015 | Премія Лондонського гуртка кінокритиків         | Актор року                                                                    | Майкл Кітон                                                                                | Перемога    |
| 2015 | Премія Лондонського гуртка кінокритиків         | Актор другого плану року                                                      | Едвард Нортон                                                                              | Номінація   |
| 2015 | Премія Лондонського гуртка кінокритиків         | Акторка другого плану року                                                    | Емма Стоун                                                                                 | Номінація   |
| 2015 | Премія Лондонського гуртка кінокритиків         | Сценарист року                                                                | Алехандро Гонсалес Іньярріту, Ніколас Джакобоне, Александер Дінеларіс, Армандо Бо          | Номінація   |
| 2015 | Премія Лондонського гуртка кінокритиків         | Технічне досягнення року                                                      | Еммануель Любецкі                                                                          | Номінація   |
| 2015 | Американське товариство фахівців з кастингу     | Видатні досягнення в кастингу — студійний або незалежний повнометражний фільм | Франсін Майслер                                                                            | Номінація   |
| 2015 | Гільдія кіноакторів                             | Найкраща чоловіча роль                                                        | Майкл Кітон                                                                                | Номінація   |
| 2015 | Гільдія кіноакторів                             | Найкраща чоловіча роль другого плану                                          | Едвард Нортон                                                                              | Номінація   |
| 2015 | Гільдія кіноакторів                             | Найкраща жіноча роль другого плану                                            | Емма Стоун                                                                                 | Номінація   |
| 2015 | Гільдія кіноакторів                             | Найкращий акторський склад в ігровому кіно                                    | Бердмен                                                                                    | Перемога    |
| 2015 | Премія асоціації монтажерів американського кіно | Найкращий монтаж повнометражного фільму — комедія або мюзикл                  | Дуглас Крайз і Стівен Мірріоне                                                             | Номінація   |
| 2015 | AACTA                                           | Найкращий фільм                                                               | Бердмен                                                                                    | Перемога    |
| 2015 | AACTA                                           | Найкраща режисерська робота                                                   | Алехандро Гонсалес Іньярріту                                                               | Перемога    |
| 2015 | AACTA                                           | Найкращий актор в головній ролі                                               | Майкл Кітон                                                                                | Перемога    |
| 2015 | AACTA                                           | Найкращий актор в ролі другого плану                                          | Едвард Нортон                                                                              | Номінація   |
| 2015 | AACTA                                           | Найкраща акторка в ролі другого плану                                         | Емма Стоун                                                                                 | Номінація   |
| 2015 | AACTA                                           | Найкраща акторка в ролі другого плану                                         | Наомі Воттс                                                                                | Номінація   |
| 2015 | AACTA                                           | Найкращий оригінальний сценарій                                               | Алехандро Гонсалес Іньярріту, Ніколас Джакобоне, Александер Дінеларіс, Армандо Бо          | Перемога    |
| 2015 | Товариство фахівців із візуальних ефектів       | Видатні додаткові візуальні ефекти в повнометражному фільмі                   | Айві Агреган, Ара Ханікян і Себастьян Моро                                                 | Перемога    |
| 2015 | Премія Гільдії режисерів Америки                | Найкраща режисура — художній фільм                                            | Алехандро Гонсалес Іньярріту                                                               | Перемога    |
| 2015 | БАФТА                                           | Найкращий фільм                                                               | Бердмен                                                                                    | Номінація   |
| 2015 | БАФТА                                           | Найкраща режисерська робота                                                   | Алехандро Гонсалес Іньярріту                                                               | Номінація   |
| 2015 | БАФТА                                           | Найкраща чоловіча роль                                                        | Майкл Кітон                                                                                | Номінація   |
| 2015 | БАФТА                                           | Найкраща чоловіча роль другого плану                                          | Едвард Нортон                                                                              | Номінація   |
| 2015 | БАФТА                                           | Найкраща жіноча роль другого плану                                            | Емма Стоун                                                                                 | Номінація   |
| 2015 | БАФТА                                           | Найкращий оригінальний сценарій                                               | Алехандро Гонсалес Іньярріту, Ніколас Джіакобоне, Армандо Бо, Александер Дінеларіс         | Номінація   |
| 2015 | БАФТА                                           | Найкраща операторська робота                                                  | Еммануель Любецкі                                                                          | Перемога    |
| 2015 | БАФТА                                           | Найкраща музика до фільму                                                     | Антоніо Санчес                                                                             | Номінація   |
| 2015 | БАФТА                                           | Найкращий звук                                                                | Томас Варга, Мартин Ернандес, Аарон Гласкок, Джон Тейлор, Френк А. Монтаньо                | Номінація   |
| 2015 | БАФТА                                           | Найкращий монтаж                                                              | Дуглас Крайс, Стівен Мірріоне                                                              | Номінація   |
| 2015 | Американське товариство кінооператорів          | Найкраща операторська робота                                                  | Еммануель Любецкі                                                                          | Перемога    |
| 2015 | Супутник                                        | Найкращий фільм                                                               | Бердмен                                                                                    | Перемога    |
| 2015 | Супутник                                        | Найкращий режисер                                                             | Алехандро Гонсалес Іньярріту                                                               | Номінація   |
| 2015 | Супутник                                        | Найкращий актор                                                               | Майкл Кітон                                                                                | Перемога    |
| 2015 | Супутник                                        | Найкращий актор другого плану                                                 | Едвард Нортон                                                                              | Номінація   |
| 2015 | Супутник                                        | Найкраща актриса другого плану                                                | Емма Стоун                                                                                 | Номінація   |
| 2015 | Супутник                                        | Найкращий оригінальний сценарій                                               | Алехандро Гонсалес Іньярріту, Ніколас Джіакобоне, Армандо Бо, Александер Дінеларіс         | Номінація   |
| 2015 | Супутник                                        | Найкраща оригінальна музика                                                   | Антоніо Санчес                                                                             | Перемога    |
| 2015 | Супутник                                        | Найкращий монтаж                                                              | Дуглас Крайс, Стівен Мірріоне                                                              | Номінація   |
| 2015 | Супутник                                        | Найкраща операторська робота                                                  | Еммануель Любецкі                                                                          | Номінація   |
| 2015 | Супутник                                        | Найкращий художник-постановник                                                | Джордж ДеТітта молодший, Кевін Томпсон та Стівен Картер                                    | Номінація   |
| 2015 | Гільдія художників з костюмів                   | Досконалість у сучасному кіно                                                 | Альберт Вольський                                                                          | Перемога    |
| 2015 | Незалежний дух                                  | Найкращий фільм                                                               | Бердмен                                                                                    | Перемога    |
| 2015 | Незалежний дух                                  | Найкраща режисерська робота                                                   | Алехандро Гонсалес Іньярріту                                                               | Номінація   |
| 2015 | Незалежний дух                                  | Найкраща чоловіча роль                                                        | Майкл Кітон                                                                                | Перемога    |
| 2015 | Незалежний дух                                  | Найкраща чоловіча роль другого плану                                          | Едвард Нортон                                                                              | Номінація   |
| 2015 | Незалежний дух                                  | Найкраща жіноча роль другого плану                                            | Емма Стоун                                                                                 | Номінація   |
| 2015 | Незалежний дух                                  | Найкраща операторська робота                                                  | Еммануель Любецкі                                                                          | Перемога    |
| 2015 | Премія «Оскар»                                  | Найкращий фільм                                                               | Алехандро Гонсалес Іньярріту, Джон Лешер, Джеймс В. Скотчдопоул                            | Перемога    |
| 2015 | Премія «Оскар»                                  | Найкраща режисерська робота                                                   | Алехандро Гонсалес Іньярріту                                                               | Перемога    |
| 2015 | Премія «Оскар»                                  | Найкраща чоловіча роль                                                        | Майкл Кітон                                                                                | Номінація   |
| 2015 | Премія «Оскар»                                  | Найкраща чоловіча роль другого плану                                          | Едвард Нортон                                                                              | Номінація   |
| 2015 | Премія «Оскар»                                  | Найкраща жіноча роль другого плану                                            | Емма Стоун                                                                                 | Номінація   |
| 2015 | Премія «Оскар»                                  | Найкращий оригінальний сценарій                                               | Алехандро Гонсалес Іньярріту, Ніколас Джиакобоне, Олександр Динеларіс молодший, Армандо Бо | Перемога    |
| 2015 | Премія «Оскар»                                  | Найкраща операторська робота                                                  | Еммануель Любецкі                                                                          | Перемога    |
| 2015 | Премія «Оскар»                                  | Найкращий звук                                                                | Джон Тейлор, Франк Монтано, Томас Варга                                                    | Номінація   |
| 2015 | Премія «Оскар»                                  | Найкращий звуковий монтаж                                                     | Мартін Хернандес, Аарон Глазкок                                                            | Номінація   |
| 2015 | MTV Movie Award                                 | Найкраща жіноча роль                                                          | Емма Стоун                                                                                 | Номінація   |
| 2015 | MTV Movie Award                                 | Найкраща бійка                                                                | Едвард Нортон vs. Майкл Кітон                                                              | Номінація   |
| 2015 | Давид ді Донателло                              | Найкращий іноземний фільм                                                     | Бердмен                                                                                    | Перемога    |
| 2015 | Сатурн                                          | Найкращий фентезійний фільм                                                   | Бердмен                                                                                    | Номінація   |
| 2015 | Сатурн                                          | Найкраща режисура                                                             | Алехандро Гонсалес Іньярріту                                                               | Номінація   |
| 2015 | Сатурн                                          | Найкраща чоловіча роль                                                        | Майкл Кітон                                                                                | Номінація   |
| 2015 | Сатурн                                          | Найкраща жіноча роль другого плану                                            | Емма Стоун                                                                                 | Номінація   |
| 2016 | Премія «Сезар»                                  | Найкращий фільм іноземною мовою                                               | Бердмен                                                                                    | Перемога    |